# Habach (Bawaria)
Habach – miejscowość i gmina w Niemczech, w kraju związkowym Bawaria, w rejencji Górna Bawaria, w regionie Oberland, w powiecie Weilheim-Schongau, siedziba wspólnoty administracyjnej Habach. Leży około 15 km na południowy wschód od Weilheim in Oberbayern, przy drodze B472.

## Demografia
| Rok  | Liczba mieszk. |
| ---- | -------------- |
| 1970 | 567            |
| 1987 | 723            |
| 2000 | 895            |
| 2005 | 1 052          |

### Struktura wiekowa
Dane o ludności z 31 grudnia 2008:
| Opis                                | Ogółem | Ogółem | Kobiety | Kobiety | Mężczyźni | Mężczyźni |
| ----------------------------------- | ------ | ------ | ------- | ------- | --------- | --------- |
| Jednostka                           | osób   | %      | osób    | %       | osób      | %         |
| Populacja                           | 1047   | 100    | 529     | 50,53   | 518       | 49,47     |
| Wiek przedprodukcyjny (0–17 lat)    | 266    | 25,41  | 132     | 12,61   | 134       | 12,8      |
| Wiek produkcyjny (18–65 lat)        | 654    | 62,46  | 330     | 31,52   | 324       | 30,95     |
| Wiek poprodukcyjny (powyżej 65 lat) | 127    | 12,13  | 67      | 6,4     | 60        | 5,73      |

## Polityka
Wójtem gminy jest Michael Strobl junior, wcześniej urząd ten obejmował Josef Neuner, rada gminy składa się z 12 osób.
|      | CSU/FW | WGHD | DL | Razem |
| 2008 | -      | 9    | 3  | 12    |
| 2002 | 1      | 5    | 2  | 8     |

## Oświata
W gminie znajduje się przedszkole (50 miejsc).